# Неплатёжеспособность
Неплатёжеспособность — неспособность физического лица или предприятия исполнить свои денежные обязательства перед кредитором после наступления установленного срока их оплаты; финансовое состояние, при котором совокупные обязательства должника превышают совокупные активы. Неплатежеспособность может стать причиной банкротства.

## Определение
«Британника» определяет неплатёжеспособность как финансовое состояние, при котором совокупные обязательства физического лица или предприятия превышают совокупные активы, вследствие чего должник неспособен погасить свои долги по мере наступления срока их погашения в ходе обычной хозяйственной деятельности.
Согласно БСЭ неплатёжеспособность — это неспособность хозяйствующего субъекта (предприятия, организации, юридического лица) обеспечить платежи по своим обязательствам. К неплатёжеспособным предприятиям относят хозяйственные организации, длительное время не погашающие задолженность по банковским кредитам, налоговым платежам и поставщикам.

## Причины неплатёжеспособности
Согласно БСЭ причины неплатёжеспособности: 
- недостатки в хозяйственной деятельности предприятия (невыполнение производственно-финансовых планов, накопление излишних товарно-материальных запасов и другие);
- недостатки в материально-техническом снабжении предприятия;
- в результате задержки поступления выручки за реализованную продукцию, внепланового поступления товаро-материальных ценностей, транспортных затруднений и т.д., т. е. временных и не зависящих от хозяйственной деятельности предприятия причин.

## Последствия неплатёжеспособности
Неплатёжеспособность предприятий приводит к их банкротству и ликвидации, вызывает безработицу, что в конечном итоге тяжёлым бременем ложится на социальное положение населения. Государство может активно вмешиваться в деятельность плохо работающего предприятия, применяя экономические санкции, используя банковский контроль, оказывая финансово-кредитную помощь и осуществляя другие экономические и организационные меры, направленные на улучшение работы неплатёжеспособного предприятия.

## Преодоление неплатёжеспособности
Основные способы восстановления платежеспособности: реструктуризация долга, рефинансирование, кредитные каникулы.